# Степанос Сюнеці
Степанос Сюнеці  (вірм. Ստեփանոս Սյունեցի; близько 680 — 21 липня 735) — вірменський письменник, богослов, граматик, перекладач, поет і музикант. Святий Вірменської апостольської церкви, митрополит сюнікський.

## Біографія
Про батьків Сюнеці відомо тільки те, що батько був священиком у Двіні. Початкову освіту здобув у Вагаршапаті, після — в Сюнікській семінарії в монастирі Макеняц в гаварі Сотк, де навчався у Мовсеса Кертога. Через погляди зазнав переслідувань  Смбата Багратуні, внаслідок чого близько 710 року виїхав в Афіни, де вдосконалював освіту, а приблизно в 712 році переїхав до Константинополя, де вчився грецькій і латинській мовам, вивчив богослов'я, філософію, музику тощо. Після повернення на батьківщину деякий час займався перекладами, потім був рукопокладений в єпископи Сюніка.
Був убитий в містечку Єхегнадзор гавару Вайоц-Дзор рукою однієї жінки під час проповіді.

## Творчість
Є одним з найбільших представників вірменської патристики. Сюнеци автор тлумачення граматичного твору Мовсеса. Близько 715-718 роках він переклав також граматичну працю Діонісія Фракійського. Він вважає літературу першоджерелом матеріалу і опорою граматики, говорить про важливу роль граматики у створенні нових поетичних творів і критики літературних текстів, про її роль у вирішенні питань орфоепії і орфографії. У класифікації слів Сюнеці вважає необхідним врахування їхніх функцій у реченні і відстоює вербоцентричний підхід, в число займенників включає і вказівні. Вказав на наявність багатьох діалектів вірменської мови.
Степаносу Сюнеці належать також недільні «Головні гімни» на 8 голосів, кожний з яких складається з 10 кцурдів і пов'язаний з однією з біблійних пісень. 
Слід зазначити, що його часто плутають з Степаносом Сюнеці I.
До нас дійшов його рукопис «Корисний аналіз визначень Давида і Порфирія», де коментуються трактати «Визначення філософії» Давида Анахта і «Вступ» Порфирія.

## Історичні джерела
- Мхітар Айріванеці, Історія святого митрополита Степаноса Сюнікського